# Život je sen
Život je sen je barokní drama, jehož autorem je Pedro Calderón de la Barca. Dílo, napsané v letech 1631 až 1632, patří k vrcholným autorovým dílům. Drama je to veršované, filosofické, pojednávající o smyslu života a existence člověka, o svobodě i osudovosti.

## Myšlenka díla
Ústřední postavou je princ Segismundo, který je uvězněn ve věži jako zločinec kvůli věštbě. Segismundo je synem polského krále Basilia. Projde poznáním života, přemýšlením o sobě samém; stává se tvůrcem svého osudu. Získá životní zkušenosti a dospěje ke křesťanské ctnosti; dojde k závěru, že život, který člověk prožívá, je jen prchavý sen a zdání.

## Ukázka
| „ | Všichni sní, sním i já sám, že v žaláři přebývám. Sním, že je to nyní těžší, sním, že jsem byl svobodnější. Co je život? – Přelud, klam. Co je život? – Potřeštění, smyšlenka, stín, to, co není. Vše velké je malé jen. Dnes už vím: život je sen a také sny jsou jen snění.[zdroj?] | “ |

## Rozhlasová adaptace
Roku 1981 natočil Československý rozhlas Brno radioadaptaci barokního dramatu. Dramatizace: Květoslava Kacetlová, dramaturgie: Josef Zahradníček, překlad: Vladimír Mikeš, hudba: Zdeněk Pololáník, režie: Jan Tůma.